# Shirley Temple (cocktail)
Pour l'actrice, voir Shirley Temple.
Le Shirley Temple est un cocktail créé au Royal Hawaiian Hotel à Waikiki (Honolulu, Hawaï). Il a été inventé en l'honneur de la jeune actrice Shirley Temple puis a été utilisé pour elle par les barmen du monde entier. Étant donné l'âge de l'actrice, c'est un mocktail (cocktail sans alcool), que l'on sert frais. 

## Recette
Pour le faire, il faut :
- un verre tumbler (haut) ;
- du citron ;
- une cerise confite ;
- un chalumeau ou un parapluie ;
- du sirop de grenadine ;
- du Canada Dry (ginger ale) ;
- de l'eau gazeuse aromatisée (limonade, soda).

Pour une personne
- Préparer le cocktail Shirley Temple dans un verre à mélange, versez les ingrédients :
  - 2cl de sirop de grenadine ;
  - 6cl de Canada Dry (ginger ale) ;
  - 6cl d'eau gazeuse aromatisée (limonade, soda).
- Servir dans un verre haut sur l'écorce d'un citron avec quelques glaçons, et bien remuer avec la cuillère. Décorer avec une rondelle de citron, une cerise confite et un chalumeau ou un parapluie.

## Culture populaire
Dans l'épisode Fantasmes (saison 8, épisode 3), Columbo déguste un cocktail Shirley Temple concocté par un barman qu'il interroge au sujet du meurtre.
Dans le film Une affaire de détail (The little things-2021), Albert Sparma (Jared Leto) commande un Shirley Temple à emporter au barman du Pike (The Oaks Tavern-Los Angeles).
Dans l'épisode Soirée d'anniversaire de Gilmore girls (saison 1, épisode 6), Lorelai partage un Shirley Temple avec Rory, sa fille. Elle y ajoute de la vodka pour elle.
Dans l'épisode Âmes sœurs de Sex and the City (saison 4, épisode 1), Carrie Bradshaw commande un Shirley Temple en attendant l'arrivée de ses amies au restaurant pour fêter son anniversaire. Le cocktail est rose.
Dans l'épisode Renoncements de Mad Men (saison 5, épisode 7), Roger Sterling apporte un Shirley Temple à Sally Draper lorsqu'ils participent au dîner de gala pour la remise d'un prix à son père Don Draper, pour son rôle dans la lutte contre le cancer.
Dans l'épisode La tête sous l'eau de The Fosters (saison 3, épisode 14), une barmaid fait goûter le Shirley Temple à Brandon Foster après qu'il a fini de jouer un morceau de piano dans un bar où ces derniers travaillent.
Dans le film Breezy de Clint Eastwood (1972), Breezy (Kay Lenz) commande un Shirley Temple au restaurant The Cellar. Elle évite ainsi ostensiblement qu'on lui demande sa carte d'identité, afin de ne pas souligner sa différence d'âge avec Frank Harmon son amant (William Holden).
Dans le film Uncharted de Ruben Fleischer (2022), Victor "Sully" Sullivan (Mark Wahlberg) offre un Shirley Temple à Nathan Drake (Tom Holland) avant de lui proposer une association et de lui parler de son frère Sam.